# Гнеушев, Владимир Григорьевич
Владимир Григорьевич Гнеушев (2 октября 1927, Кевсала, СССР — 28 июля 2011, Москва, Россия) — советский и русский прозаик, поэт, журналист. Автор повестей «Тайна Марухского ледника», «Дыхание лавин», «Партизанский заслон», «Полынная слава».
Член Союза журналистов СССР (с 1958 года), а позже — Союза журналистов России (с 1992 года).

## Биография
Родился 2 октября 1927 года в селе Кевсала, ныне Ипатовского района Ставропольского края. Рано остался сиротой, в детстве вёл беспризорный образ жизни. Завершил обучение в Минераловодском железнодорожном училище. Трудовую деятельность начал разнорабочим в городе Махачкале на консервном заводе, затем стал работать на Ставропольской городской электростанции.
В 1944 году был призван в ряды Красной Армии, службу проходил в Военно-Морском Флоте. Уволился со службы в запас в 1951 году. В соответствии с рекомендациями Ленинградского отделения Союза советских писателей был зачислен в Литературный институт имени Максима Горького, завершил обучение в нём в 1955 году. Вернулся в родные края, несколько лет проработал в редакции газеты «Молодой ленинец».
Первые авторские работы стали появляться в 1940-е годы XX века.
Первый небольшой сборник стихов «В дальних морях» был издан в 1954 году Ленинградским отделением Детгиза. В дальнейшем в Ставрополе, Черкесске, Москве вышло около двадцати поэтических сборников. С 1958 года Владимир Гнеушев является членом Союза писателей СССР.
Много написано им прозы. Сначала очерки, а затем стали выходить в свет книги о защитниках Кавказа. В 1963 году в соавторстве с журналистом А.Путько издана повесть «Тайна Марухского ледника». В 1969 году за эту повесть был удостоен премии имени Героя Советского Союза Александра Скокова.
Творческий союз с А. Попутько продолжился и читатель увидел ещё такие книги как «Дыхание лавин», «Партизанский заслон».
Многие его произведения переведены на языки народов СССР.
В последние годы Гнеушев проживал и работал в Москве. Продолжал интересоваться жизнью Ставрополья, его людей, встречался с близкими по мировосприятию ставропольскими литераторами. Много внимания уделял возрождению казачьего движения. Результатом такого интереса стала его книга — «Полынная слава», представляющая собой художественно-документальное повествование об истории и настоящем времени казачества Северного Кавказа.
Умер 31 июля 2011 года и похоронен в Москве на Николо-Архангельском кладбище.

## Избранная библиография
- Гнеушев В.Г. В дальних морях :стихи. — Ленинград: Детгиз, 1954. — 47 с.
- Гнеушев В.Г. Доброта : поэма по мотивам былей и легенд Kарачаево-Черкессии. — Черкесск: Ставроп. кн. изд-во, Карачаево-Черкес. отд-ние, 1967. — 87 с.
- Гнеушев В.Г. Дорога на перевал :сб. стихотворений. — Ставрополь: Kн. изд-во, 1977. — 222 с.
- Гнеушев В.Г. Дорогой отцов. — Ставрополь: Kн. изд-во, 1960. — 108 с.
- Гнеушев В.Г., Попутько А.Л. Дыхание лавин. — Ставрополь: Kн. изд-во, Kарач.-Черк. отд-ние, 1958. — 312 с.
- Гнеушев В.Г. Если ты не забудешь… :стихи. — Ставрополь: Kн. изд-во, 1963. — 124 с.
- Гнеушев В.Г. Земля и море. — Москва: Советская Россия, 1996. — 95 с.
- Гнеушев В.Г. Избранное :стихотворения и поэмы. — Москва: Советская Россия, 1986. — 397 с.
- Гнеушев В.Г. Калмыкия моя :сб. стихов и поэм. — Элиста: Kалмыцкое кн. изд.-во, 1960. — 168 с.
- Гнеушев В.Г. Кизиловая балка :[очерк о колхозе "Путь Ильича" Xабез. р-на Карачаево-Черкес. авт. обл.]. — Москва: Советская Россия, 1975. — 175 с.
- Гнеушев В.Г. Командные слова : [стихи]. — Ставрополь: Kн. изд-во, 1972. — 124 с.
- Гнеушев В.Г. Лирика :стихи. — Ставрополь: Kн. изд-во, 1966. — 334 с.
- Гнеушев В.Г. Меж двух морей :книга стихов. — Москва: Современник, 1981. — 150 с.
- Гнеушев В.Г. Сирень в провинциальном городке :стихи. — Москва: Евразия+, 2007. — 495 с.
- Гнеушев В.Г., Попутько А.Л. Тайна Марухского ледника : [проза]. — 6-е изд., испр.. — Москва: Советская Россия, 1987. — 493 с.